# 阿诗玛 (电影)
《阿诗玛》是一部根据彝族撒尼人民间叙事长诗《阿诗玛》改编的电影，是中国第一部彩色宽银幕立体声音乐歌舞片。
1962年由李广田任文学顾问，葛炎、刘琼改编，刘琼导演，杨丽坤、包斯尔主演，1964年由上海海燕电影制片厂摄制:82。摄制完成后并未直接上映，在送审过程中被四人帮定为“宣扬爱情至上”、“阶级调动”的“大毒草”、“反动影片”，成为全国重点批判的影片之一。文化大革命期间，主要创作人员遭到迫害，影片被封杀。粉碎四人帮后，影片直到1979年才得以对外上映:83。影片取景地有路南石林、长湖、圭山等自然景色，不仅扩大了《阿诗玛》的声誉和知名度，对于宣传云南，提高云南在世界的知名度也起到了积极作用:86。

## 剧情

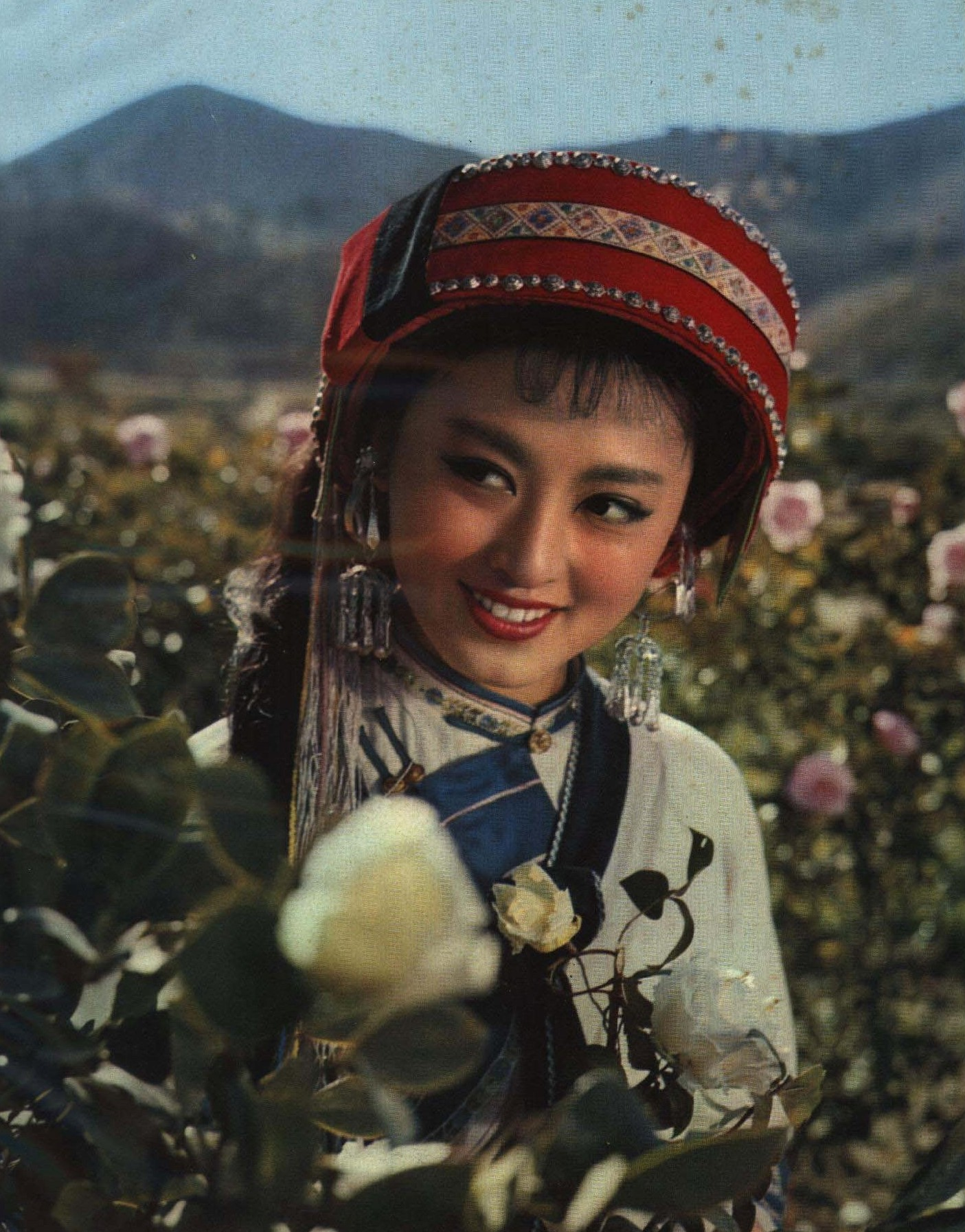
1964年1月《人民画报》刊登的杨丽坤在电影中的造型。

电影开始为阿黑在石林中呼唤，而后阿黑与阿诗玛在火把节中相识相恋。海热上门说媒被拒绝，热布巴拉家前往强行抢亲。阿诗玛思念阿黑，摘了一朵山茶花扔进小溪里，于是溪水倒流，将山茶花带到阿黑放羊的河边。阿黑看到山茶花后预感家中会出事，遂骑马赶回，闻讯阿诗玛被热布巴拉家抢走，于是追到热布巴拉家并与阿支展开较量（赛歌和射箭），是为电影的高潮部分。而后热布巴拉家认输，阿黑与阿诗玛从巴拉家离开，热布巴拉放水冲走了阿黑与阿诗玛，阿诗玛变成了石林中的石峰。影片结尾阿黑与众乡亲在“回声”中呼唤阿诗玛，合唱“阿诗玛，你在哪里”:129-130。

## 与原作的比较
电影《阿诗玛》与《阿诗玛》原长诗相比较，在故事梗概上基本相似，部分内容和人物处理上按照电影艺术的表现方法做出了比较大的增删。原诗中复杂的故事主题与人物关系被摒弃:128，却加入许多长诗中没有的情节，如“火把节”、“放水”等:130。阿黑和阿诗玛本为兄妹，电影将其改为情人关系:84，并且赋予了一定程度的“人民性”:128。电影也省略了原诗阿黑救出阿诗玛过程中与热布巴拉父子“难题考验”中的农活比赛等内容:84。《阿诗玛》长诗作为民间文学作品，有着复杂性和多义性的特点，电影则将长诗改编为了符合时代特征的“阶级斗争”故事:128。电影《阿诗玛》中也糅合了彝族其他神话传说的内容，比如电影开头“云彩有两层，云彩有两张，轻云飞上去，就变成了天……云彩有两层，云彩有两张，重云落下来，就变成了地”来自彝族阿细人的创世史诗《阿细的先基》:42。

## 荣誉
| 年份 | 獲提名     | 獎項                                             | 結果 |
| ---- | ---------- | ------------------------------------------------ | ---- |
| 1982 | 《阿诗玛》 | 西班牙第三届桑坦德国际音乐舞蹈电影节最佳舞蹈片   | 獲獎 |
| 1995 | 《阿诗玛》 | 首届全国少数民族题材电影“腾龙奖”故事片纪念奖:127 | 獲獎 |